# Сердце полуночи
«Сердце полуночи» (англ. Heart Of Midnight) — американский триллер режиссёра Мэтью Чэпмена. В главной роли Дженнифер Джейсон Ли. История рассказывает о молодой женщине с непростым прошлым. Оригинальный саундтрек к фильму был написан Yanni и является одной из его первых записей.

## Сюжет
Кэрол (Дженнифер Джейсон Ли) это молодая женщина, с трудом оправившаяся от последнего (хотя и далеко не первого) нервного срыва. Она только что унаследовала заброшенный ночной клуб Midnight в не самом лучшем районе, которым ранее владел её таинственный дядя Флетчер (Сэм Шахт), который недавно умер. Она уезжает из дома своей матери Бетти (Бренда Ваккаро) в ночной клуб и начинает ремонтировать его, в надежде вновь открыть его в ближайшее время. Тем не менее, ей быстро становится понятно, что ситуация не такая, как кажется, особенно когда она обнаруживает секретную часть клуба, которая использовалась в качестве публичного дома, обслуживающих клиентов с половыми извращениями.